# ماري جيبسون هنري
ماري جيبسون هنري (بالإنجليزية: Mary Gibson Henry)‏ هي عالمة نبات أمريكية، ولدت في 1884، وتوفيت في 1967.